# Mergui-Archipel
Der Mergui-Archipel (Birmanische Sprache: မြိတ်ကျွန်းစု) (auch Myeik-Archipel oder Myeik Kyunzu) ist ein Archipel in der nördlichen Andamanensee an der Westküste Myanmars im Indischen Ozean. Er besteht aus 800 kleinen und großen Inseln, die dünn besiedelt und größtenteils dicht bewaldet sind. Mitunter werden die Inseln auch als Pashu-Inseln bezeichnet, weil die malaiischen Einwohner dort Pashu genannt werden.

## Name
Der Mergui-Archipel hat seinen Namen von der gleichnamigen größten Stadt Süd-Myanmars Mergui, auch Myeik genannt.

## Inseln
Die größten Inseln des Archipels sind (mit Größe in Quadratkilometer):
```
Kadan Kyun 450
Kanmaw Kyun 409
Saganthit Kyun 257
Letsok-aw Kyun 250
Lanbi Kyun 188
Zadetkyi Kyun 176
Thayawthadangyi 120
Daung Kyun 110
Mali Kyun 99
Bentinck Kyun 78
```

## Geschichte
Die Inseln werden seit Jahrhunderten von den Moken besiedelt, die auf ihren Booten ein zurückgezogenes und im Einklang mit der Natur befindliches Leben führen. Sie ernähren sich fast ausschließlich von traditionellem Fischfang und haben so gut wie keinen Kontakt zur Außenwelt. Sie fühlen sich der Regierung nicht verpflichtet, und so gab und gibt es immer wieder problematische Zwischenfälle. Der Archipel ist durch die Abriegelung von der Außenwelt heute eine der letzten natürlichen Insellandschaften der Erde, manche Inseln sind noch nie von Menschen betreten worden. Bis zum Ende der Kolonialzeit 1947 wurde der Archipel von Mergui aus von den Briten verwaltet.
Seit Jahrzehnten ist Besuchern das Betreten und Bewohnen der Inseln durch die Regierung untersagt gewesen. Erst seit 1997 wurde diese Regelung gelockert, und so sind nun Reisen mit Übernachtung auf dem Archipel möglich.

## Flora und Fauna
Im Archipel herrscht ein tropisches Klima und es gibt Regenwälder, weiße Sandstrände, felsige Buchten und einige Mangrovenwälder. Vor der Küste gibt es des Weiteren die Korallenriffe der Burma Banks.
Die Isolation der Inseln vor menschlichem Einfluss auf die Umwelt gab dem Archipel eine reiche und vielfältige Tier- und Pflanzenwelt. Sie legte auch den Grundstein für die große Beliebtheit der Region als Tauchziel.
Auf den Inseln selbst gibt es viele verschiedene Tierarten, u. a. Tiger, Elefanten, Affen, Wildschweine und Hirsche. Unbestätigten Berichten zufolge sollen sich auf der Insel Lampi, einer der größeren Inseln des Archipels, Sumatra-Nashörner aufhalten.